# Metal Max
Metal Max (メタルマックス?, Metaru Makkusu) è un videogioco di ruolo pubblicato nel 1991 da Data East per Famicom.
Primo titolo della serie Metal Max, il gioco ha venduto 150 000 copie, producendo vari sequel e remake.